# Catedral anglicana de San Pablo (Valparaíso)
La Catedral anglicana de San Pablo (en inglés: Saint Paul's Cathedral) es un templo anglicano ubicado en el cerro Concepción de la ciudad de Valparaíso, declarado Monumento Histórico de Chile el 19 de julio de 1979. Se convirtió en catedral el 19 de marzo de 2016.

## El templo
Para atender a la importante comunidad británica que se había instalado en Valparaíso, a partir de 1837 comenzaron a viajar esporádicamente al puerto capellanes anglicanos. La prohibición del culto público de religiones distintas a la católica, dificultaba enormemente el poder realizar servicios religiosos normales y tener las instalaciones adecuadas para las personas de otras religiones, que llamaban disidentes. En Chile se promulgó una ley que permitió el culto privado de religiones distintas a la católica solo en 1865, mediante una interpretación de la Constitución de 1833.
Los británicos habitaban principalmente en los cerros Alegre y Concepción, y gracias a su poder económico unido al paulatino aumento de la tolerancia tanto entre la población como entre las autoridades, en 1857 el cónsul William Rouse se decidió a organizar colectas con el fin de reunir dinero para comprar terrenos y construir una iglesia anglicana allí.
Pero de todas maneras la construcción del templo comenzado por los ingleses provocó una polémica alentada por el rechazo que la iniciativa despertaba en algunos grupos católicos. Si bien estos no lograron parar la construcción, sí influyeron en la solución arquitectónica que tuvieron que adoptar los anglicanos, que se caracteriza por su discreción, carece de torre y su entrada es por una puerta lateral pequeña (esto último porque no podían tener una puerta más grande que la de una iglesia católica).
El diseño del templo, que quedó terminado en 1858, es del arquitecto e ingeniero inglés William Lloyd, quien llegó a Chile contratado para construir el ferrocarril de Valparaíso a Santiago. Después del terremoto de 1906, la iglesia fue reparada por Carlos Federico Claussen. En 1912 el Baptisterio adquirió la forma y ornamentación que tiene hasta hoy. El estilo neogótico del templo se refleja en los contrafuertes con chapitel que dividen en módulos los dos muros laterales, y en las ventanas ojivales que se abren en cada uno de estos módulos. Tiene una sola nave, con la estructura de madera de su cielo a la vista. El techo está cubierto de fierro galvanizado.
En 1903 se compró para la iglesia un nuevo órgano (el anterior, de 1884, se encuentra en la iglesia luterana de Valparaíso, en el mismo cerro), diseñado por Robert J. Craig-Christie con el objetivo de perpetuar la memoria de la reina Victoria, que en su época llegó a ser considerado el mejor de Sudamérica. Los vitrales del templo fueron importados desde el Reino Unido; dos placas conmemoran a los porteños de origen británico que murieron en la Primera Guerra Mundial.

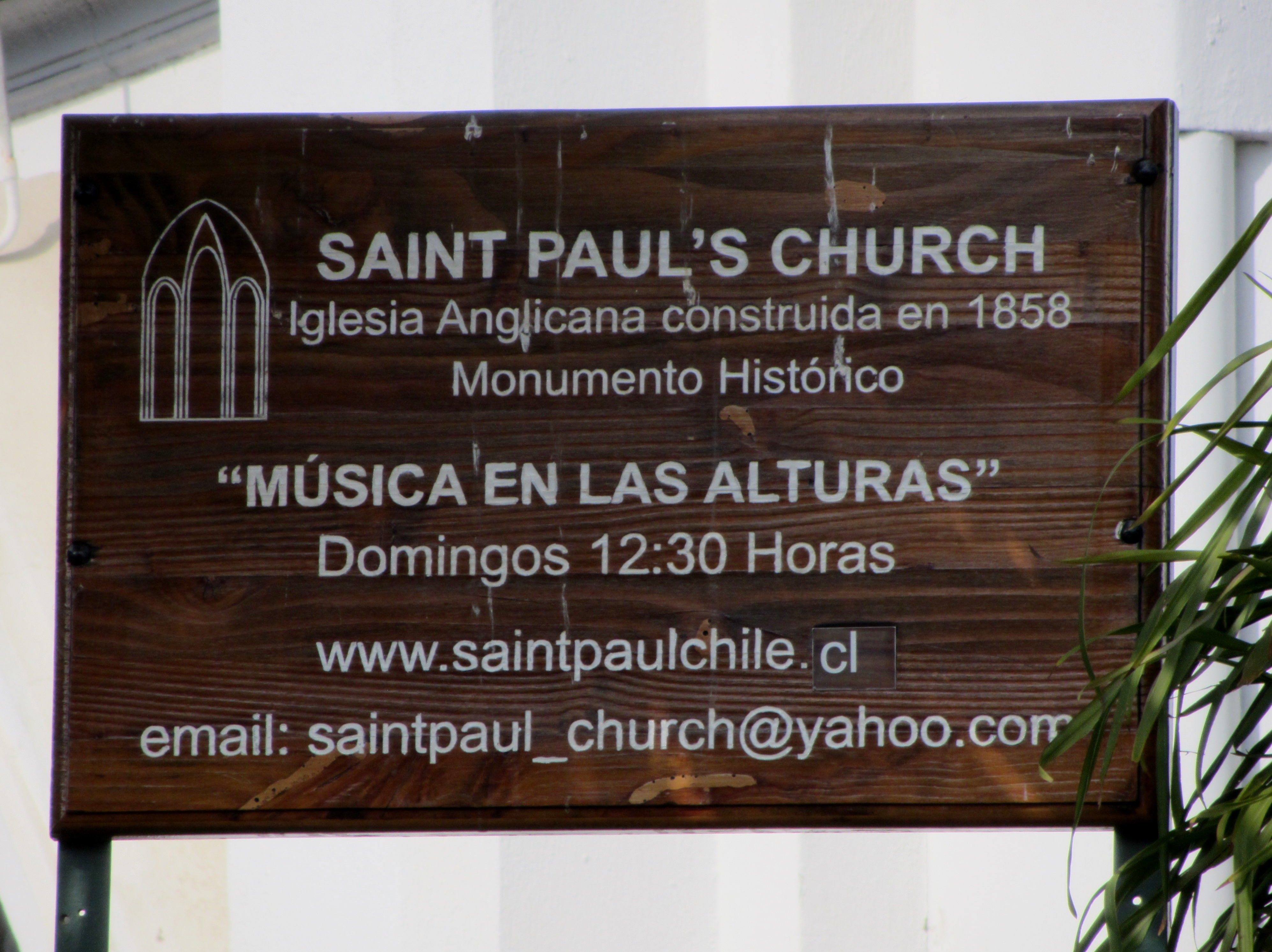

El 19 de marzo de 2016 la iglesia fue declarada Catedral por la Iglesia Anglicana de Chile, convirtiéndose así en la primera catedral anglicana en el país.